# آيت حمو أعبد السلام (دير القصيبة)
آيت حمو أعبد السلام هي إحدى مشيخات المملكة المغربية، تتبع جغرافيا لإقليم بني ملال وإداريًا لدير القصيبة. يقدر عدد سكانها بـ 1749 نسمة حسب الإحصاء الرسمي للسكان والسكنى لسنة 2004.